# Шемелёв, Владимир Иванович
Владимир Иванович Шемелёв (30 июля 1885, Бийск — 1943, Новосибирск) — советский историк, журналист, общественный деятель, автор Сибирской советской энциклопедии.

## Биография
Родился 30 июля 1885 года в Бийске в купеческой семье. После окончания Томской гимназии (1904) учился на физико-математическом факультете Казанского университета, откуда два раза исключался.
В 1905 году сослан под полицейский надзор в Барнаул, в этом городе стал членом РСДРП. Осенью 1906 года взят под арест и отправлен в Нарымский край на поселение, но при этапировани устроил побег. Участвовал в работе социал-демократических организаций в Красноярске и на станции Зима. Отбывал два года в тюрьме и ещё шесть лет находился в ссылке. С 1915 года жил в Барнауле, трудился корреспондентом газеты «Голос Алтая», занимал должность секретаря правления Алтайского союза кооперативов.
С наступлением Февральской революции принимал участие в формировании совета рабочих и солдатских депутатов, с мая до сентября 1917 года председательствовал в его исполкоме. Организовал Союз торгово-промышленных служащих Барнаула, в котором стал первым председателем. Был соредактором газеты «Голос труда». В августе 1917 года назначен комиссаром труда. В мае 1919 года во время колчаковского правления арестован за солидарность с забастовщиками из местной печати.
С окончанием Гражданской войны переехал в Новосибирск, работал в местных профсоюзных учреждениях и архивном управлении, был редактором журнала «Профсоюзное движение», автором статей для Сибирской советской энциклопедии.
В 1927 году по распоряжению Комиссии по изучению истории профессионального движения в России—СССР приступил к сбору исторического материала о профсоюзах и рабочем классе Сибири.
С 1930 года — сотрудник Западно-Сибирского отделения Общества историков-марксистов. В 1932 году утверждён секретарём историко-революционной секции Западно-Сибирского краевого бюро краеведения. С 1934 по 1938 год — научный работник в краевом (областном) архивном управлении.

## Сочинения
- Горняки Сибири до революции. Новосибирск, 1927;
- Профсоюзы Сибири в борьбе за власть советов (1917—1919 гг.). Новосибирск, 1928;
- 15 лет борьбы за Кузбасс. Новосибирск, 1932 (в соавт.)[1]